# Floyd Patterson
Floyd Patterson (født 4. januar 1935, død 11. maj 2006) var en amerikansk sværvægtsbokser. 
Efter at have vundet guld i mellemvægt ved OL i Helsingfors i 1952 blev han professionel. Han vandt i 1956 som 21-årig som den indtil da yngste bokser verdensmesterskabet i sværvægt. Han tabte titlen til svenske Ingemar Johansson i 1959, men genvandt som den første nogensinde titlen året efter. Han tabte titlen til Sonny Liston i 1962. Efter et nederlag til Muhammad Ali i september 1972 indstillede han boksekarrieren.
Efter boksekarrieren var Patterson ansat i New York State Athletic Commission. Boksekarrieren havde imidlertid skadet Pattersons hjerne, og han blev diagnosticeret med dementia pugilistica, hvorfor han blev nødt til at stoppe som boksekommissær.

## Opvækst
Floyd Pattersen blev født den 4. januar 1935 i Waco i North Carolina. Familien var fattig og havde 11 børn. Familien flyttede i slutningen af 1930'erne til Brooklyn i New York City.. Forældrene havde vanskeligt ved at forsørge den store børneflok, og Floyd begyndte som ni-årig at foretage mindre tyverier for at skaffe mad til familien. Han blev ofte anholdt, og blev i 1945 som 10-årig sendt på 'Wiltwyck School for Boys', en opdragelsesskole i byen Esopus i staten New York. Floyd Patterson har siden udtalt, at det var vendepunktet i han liv. Han var på skolen i to år. Han kom på high school i New Paltz i New York, hvor han viste evner inden for alle sportsgrene.

## Boksekarriere

### Amatørkarriere
Han begyndte at træne boksning, da han var 14. Han kom til Cus D'Amatos Gramercy Gym på Manhattans Lower East Side. Han debuterede som amatør i 1950 og vandt allerede i 1951 New York Daily News Golden Gloves og New York Golden Gloves Tournament som mellemvægter, og året efter de samme titler i letsværvægt. I 1952 vandt Patterson National AAU Championship (USA's formelle amatørmesterskab) i mellemvægt, og han blev udtaget til OL i Helsinki, hvor han vandt guld..
Efter guldmedaljen og 40 sejre i 44 kampe (37 på knockout), blev Patterson professionel.

### Professionel karriere
Floyd Patterson debuterede den 12. september 1952 som professionel med en knockoutsejr og mellemvægteren Eddie Godbold. Trænet af Cus D'Amato opnåede Patterson hurtigt en række sejre, indtil han i juni 1954 blev matchet mod Joey Maxim, der kort forinden netop havde tabt verdensmesterskabet i letsværvægt. Maxim var for rutineret og tilføjede Patterson det første nederlag i den professionelle karriere, da Maxim vandt på point. Patterson fortsatte karrieren med lutter sejre og fik en kamp om VM-titlen i sværvægt, der var blevet ledig, da Rocky Marciano havde opgivet titlen og trukket sig tilbage. 
I VM-kampen om den ledige titel den 30. november 1956 mødte Patterson Archie Moore, der tidligere hade taget letsværvægtstitlen fra Joey Maxim og som havde erfaring fra 188 professionelle kampe. Patterson stoppede Moore i femte omgang, og blev derved den indtil da yngste verdensmester i sværvægt. Patterson forsvarede titlen fire gange med succes, inden han på Yankee Stadium i New York den 26. juni 1959 mødte den ubesejrede svenske europamester Ingemar Johansson. Patterson var storfavorit, men blev i tredje omgang ramt af Johanssons højre og gik i gulvet. Fortumlet rejste Patterson sig og gik herefter mod eget ringhjørne med ryggen til Johansson, der slog ham i gulvet igen. Patterson var nede syv gange i omgangen, før kamplederen stoppede kampen. Patterson fik en returmatch, hvor det lykkedes ham som den første verdensmester nogensinde at genvinde titlen, da han den 20. juni 1960 slog Johansson ud i kampens 5. omgang. I et tredje og sidste opgør i 1961 slog Patterson Johansson ud i 6. omgang efter at have været i gulvet to gange i første omgang.
Den 25. september 1962 satte Patterson titlen på spil mod Sonny Liston, der stoppede Patterson i første omgang. I returmatchen den 22. juli 1963 blev Patterson atter slået ud af Liston i første omgang. Liston tabte kort efter titlen til Muhammad Ali (dengang kaldet Cassius clay), og Ali gav Patterson chancen for at vinde titlen tilbage i 1965, men kapen blev stoppet af kamplederen i 12. omgang, da Patterson var langt bagefter på point. 
Patterson fortsatte karrieren og deltog i WBA's turnering til kåring af en ny sværvægtsmester efter at Ali var blevet frataget VM-titlen grundet sin vægring mod at deltage i Vietnamkrigen. I turneringen tabte Patterson en kontroversiel pointafgørelse til Jerry Quarry. Turneringens vinder, Jimmy Ellis, satte WBA-titlen på spil mod Patterson på Råsunda i Stockholm, hvor Patterson tabte på point over 15 omgange. Efer nederlagtet til Ellis opbyggede Patterson en serie på ni sejre, inden han den 20. september 1972 fik en returkamp mod Muhammad Ali. Patterson, der på det tidspunkt var 37 år, holdt sig på benene, men kampen blev stoppet i 7. omgang, efter at Patterson havde pådraget sig en øjenskade. Han opgav herefter boksekarrieren. 
Patterson opnåede som professionel 64 kampe, hvoraf han vandt de 55 (40 før tid), tabte 8 (5 før tid) og opnåede 1 uafgjort.

## Galleri
- Patterson mod Joey Maxim i 1954
- Floyd Patterson i 1957
- Patterson i 1962 med Eleanor Roosevelt
- Patterson (t.v. med lukket øje) på pressemødet efter sidste kamp i karrieren
- Floyd Pattersons grav.